# Crna Trava
Crna Trava (in serbo Црна Трава?) è un villaggio e una municipalità del distretto di Jablanica nel sud-est della Serbia centrale, al confine con la Bulgaria.

## Municipalità
La municipalità di Crna Trava comprende, oltre a Crna Trava, anche i seguenti villaggi:
| - Bajinci - Bankovci - Bistrica - Brod - Čuka - Darkovce - Dobro Polje - Gornje Gare - Jabukovik - Jovanovce | - Kalna - Krivi Del - Krstićevo - Mlačište - Obradovce - Ostrozub - Pavličina - Preslap - Rajčetine - Ruplje | - Sastav Reka - Vus - Zlatance |  |

## Galleria d'immagini

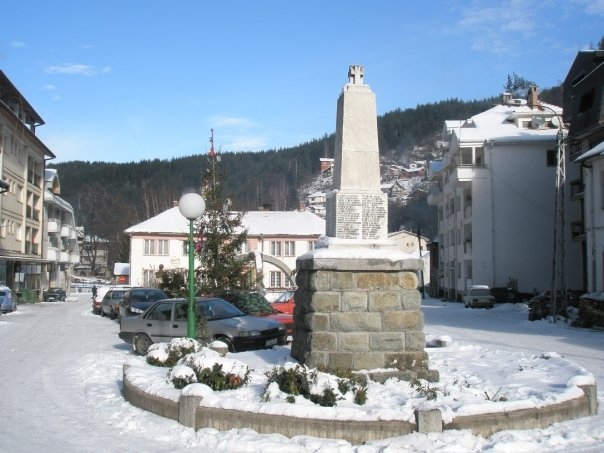
Crna Trava sotto la neve
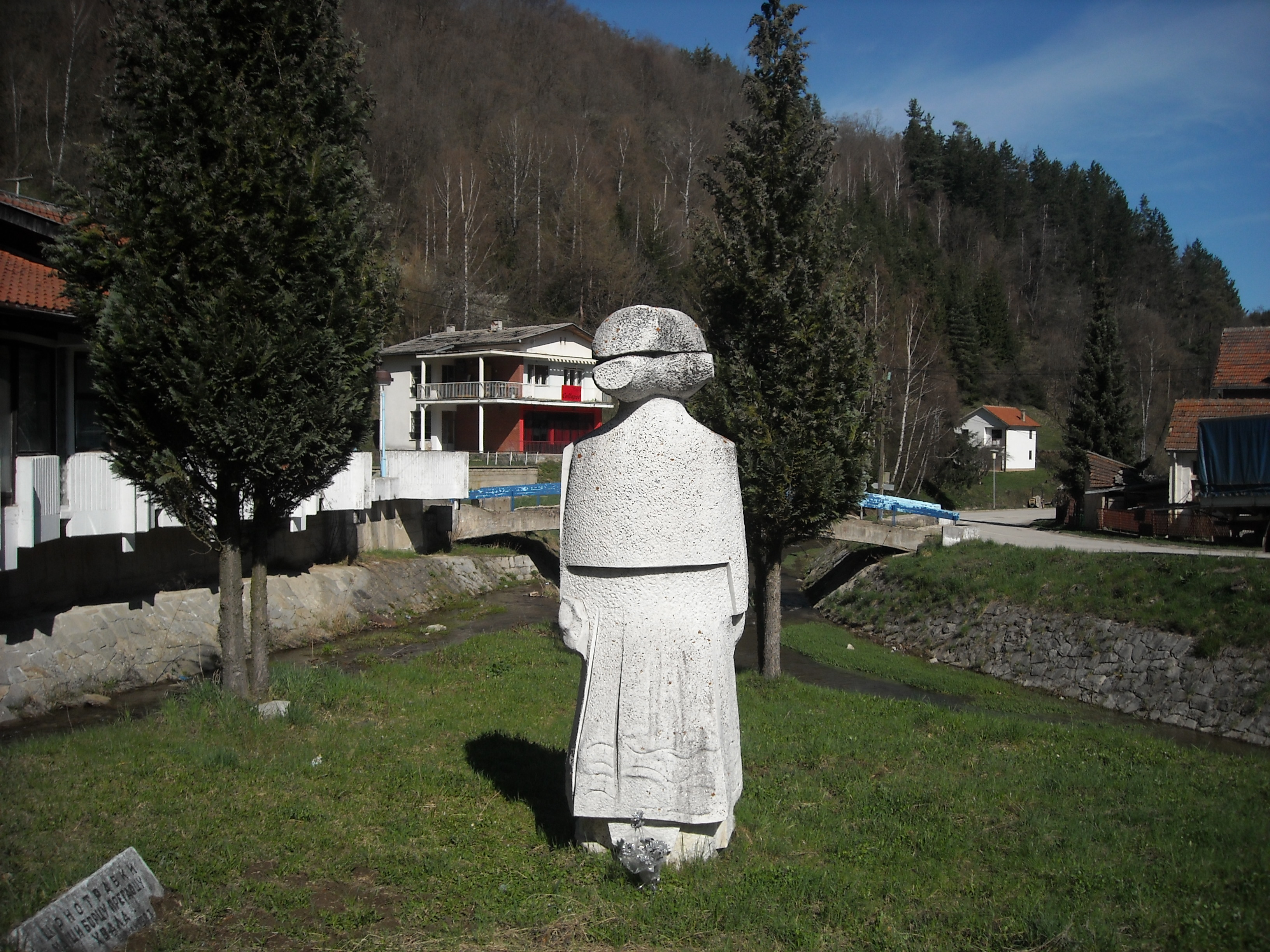
Monumento alla "Crnotravka"
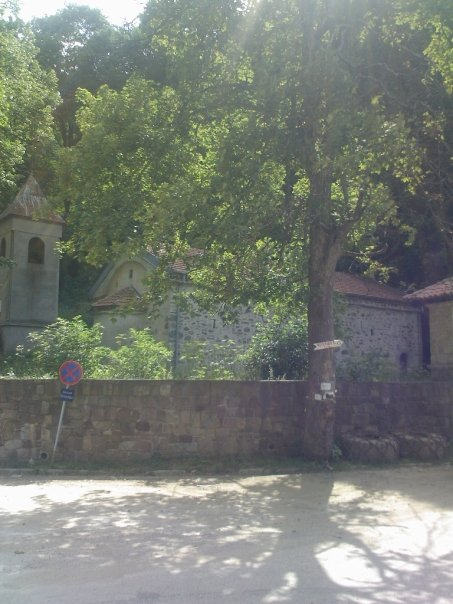
Chiesa di San Nicola
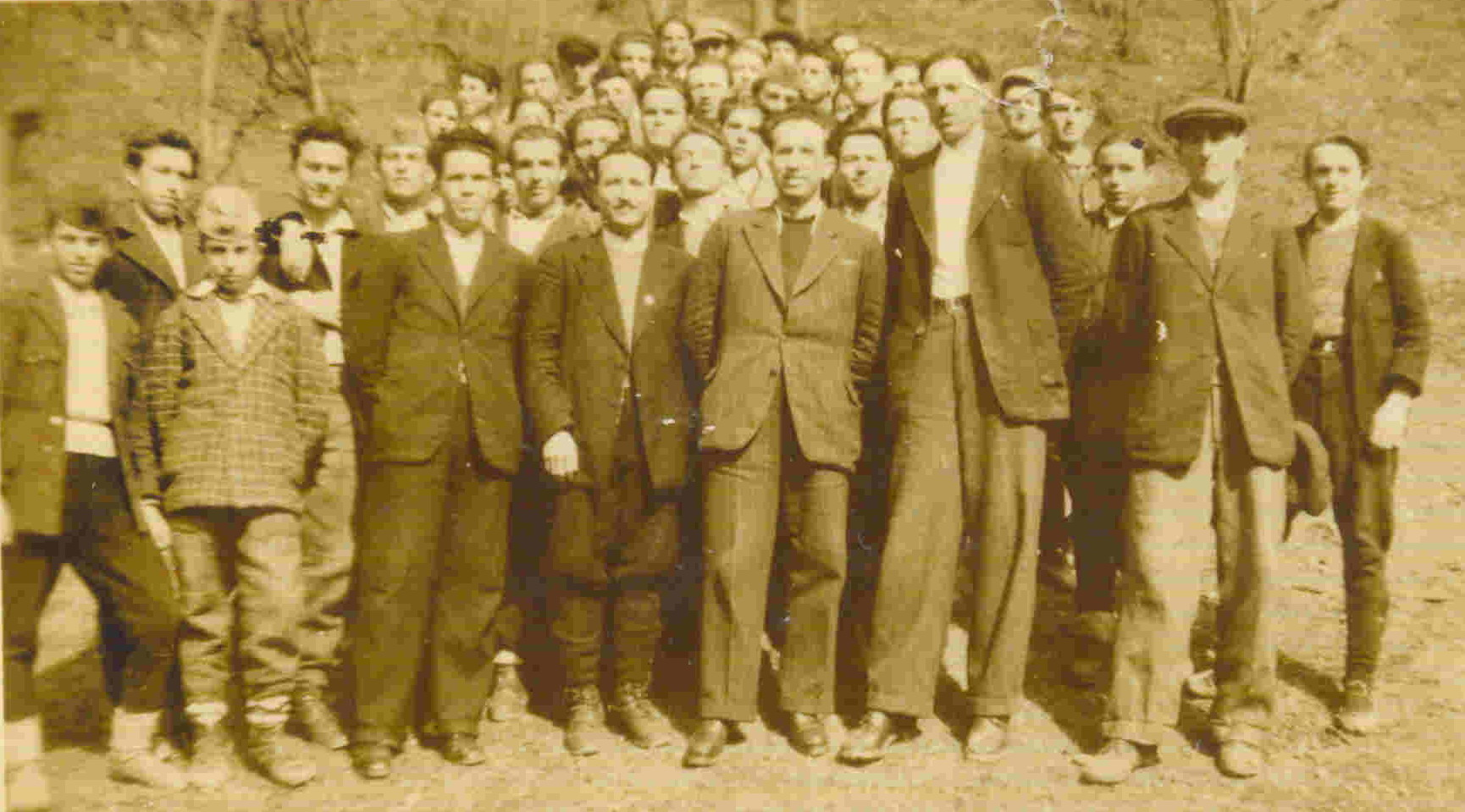
Professori e studenti della scuola edile nel 1950